# 아프리카계 미국인의 역사
아프리카계 미국인의 역사는 아프리카로부터 노예로 들어오면서 노예 제도의 시작과 종말, 남북 전쟁 후의 자신들에 헌법의 보장, 인종 차별의 투쟁과 인권 운동을 거쳐 오늘날에 이르고 있다.

## 배경

### 문화적 유산
아프리카계 미국인의 조상들은 대부분 서수단으로 알려진 아프리카 지역에서 왔다. 이 지역은 하와이와 알래스카를 제외한 미국 영토만큼 컸다. 이 지역은 대서양을 서쪽, 차드호를 동쪽, 사하라 사막을 북쪽, 기니만을 남쪽으로 향하여 뻗어있었다.
기원후 300년대부터 1591년까지 3개의 흑인 제국들이 있었으며, 서수단의 대부분을 통제하였다. 그 지역은 가나, 말리와 송가이였다. 그들의 경제는 농사, 금의 채굴과 북아프리카의 아랍인들과 교역에 기초를 두었다.
가나는 300년대부터 1000년대 중반까지 서수단을 거의 통치하였으며, 가나인들은 철광석의 냄새를 맡은 첫 서아프리카인이 되었다. 그들은 근처의 나라들을 정복하는 데 도움을 화살, 단검과 다른 철무기들을 만들었다.
1235년 말리의 말링케 족들은 서수단의 두 번째로 위대한 흑인 아프리카 제국을 개발하기 시작하였다. 1240년 아래 그들은 가나의 거의 지역을 통제하였다. 말리 제국의 가장 유명한 통치자는 만사 무사였으며, 1312년부터 25년 동안 다스리면서 이슬람교의 신앙 생활에 용기를 주었다. 그의 통치 아래, 말리는 부유의 고도, 정치적 권력과 문화적 달성에 도달하였다.
1400년대가 시작되면서 송하이 제국은 말리의 대부분을 포함한 사하라 이남의 북서 아프리카의 대부분 통제를 얻었다. 1493년부터 1528년까지 송하이를 다스린 아스키아 무하마드 아래 제국은 잘 결성된 중앙 집권과 젠네와 팀부쿠 같은 도시들에 가장 좋은 대학들을 지니었다. 만사 무사처럼 아스키아는 국민들에게 이슬람교 신앙의 용기를 주었다. 1591년 모로코의 침입자들이 송하이를 정복하였다.
아프리카계 미국인의 어떤 조상들은 서수단의 작은 나라들로부터 왔다. 이 나라들은 오요, 베냉, 아샨티를 포함한다. 그들의 경제도 농사, 금 체굴과 교역에 의지하였다.

### 노예 무역의 시작

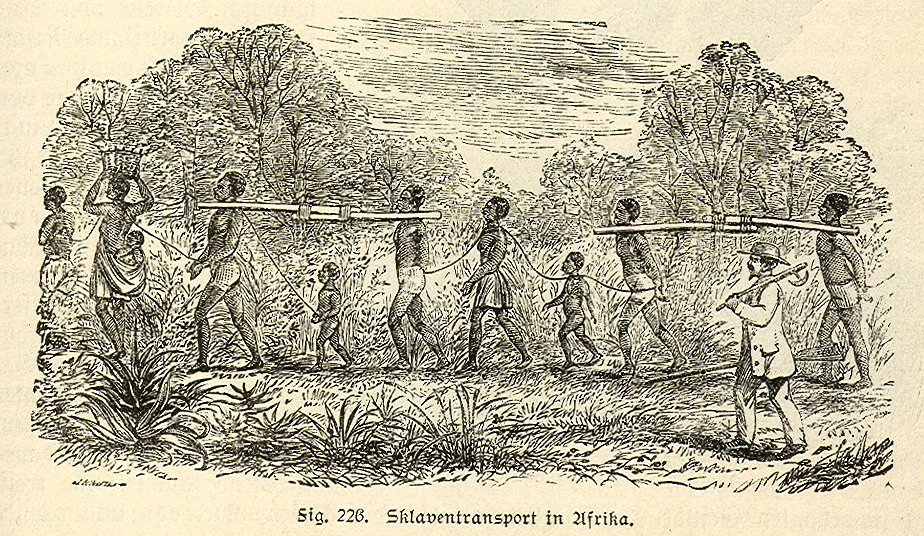
노예로서 신대륙으로 끌려가는 아프리카 흑인들

아프리카인들은 고대 시대 이래 노예 제도를 실습하였다. 수많은 경우, 노예들은 전쟁 포로로 잡히고 북아프리카의 아랍 상인들에게 팔렸다. 포르투갈과 스페인이 아메리카 대륙에 자신들의 식민지들을 세운 후, 1500년대 초반 동안에 아프리카 노예 무역에 상승적으로 관련되었다. 포르투갈은 브라질에 식민지를 세운 후 아프리카인 노예들을 사탕수수 재배에 부려먹었다. 스페인은 서인도 제도의 사탕수수 재배에 아프리카인 노예들을 이용하였다. 1600년대 초반에 네덜란드, 프랑스, 영국이 자신들의 아메리카 식민지들에 아프리카인 노예들을 이용하였다.
유럽인들은 자신들의 전쟁 포로들을 지속적으로 팔던 아프리카 흑인들로부터 노예를 획득하거나 럼주, 의류와 특히 총들을 위하여 그들을 거래하였다. 아프리카인들은 이웃 나라들과 전쟁에서 총을 필요로 하였다.
노예 무역은 삼각형 항로를 차지하였다. 한 항로로 유럽의 상선들은 제조품들을 아프리카의 서해안으로 싣고 갔다. 거기서 상인들은 노예 구입을 위하여 제조품을 교환하였다. 다음에 노예들은 배에 실려 대서양을 가로질러 서인도 제도로 큰 이익들을 위하여 팔렸다. 상인들은 자신들이 번 돈을 서인도 제도의 설탕, 커피, 담배를 사는 데 썼다. 상선들은 그러고나서 이 제품들을 유럽으로 가져갔다.
다른 삼각형 항로에서 뉴잉글랜드의 상선들은 럼주와 다른 상품들을 아프리카로 날라 노예를 위해 교환을 하였다. 그러고나서 상선들은 노예들을 파는 데 서인도 제도로 싣고 갔다. 노예 상인들은 그들의 이득을 얻어 설탕과 당밀을 사들여 뉴잉글랜드로 가져가 럼주 생산자들에게 팔았다.
노예 무역은 이득을 위한 지휘였다. 대서양을 가로지르는 노예선들은 목적지에 도달하는 데 몇달의 세월이 걸렸다. 노예들은 쇠사슬에 묶인 채로 배의 아랫층에 수용되었으며, 내부의 지독한 환경 때문에 죽은 흑인들도 헤아릴 수 없었다.

## 노예 제도의 세월

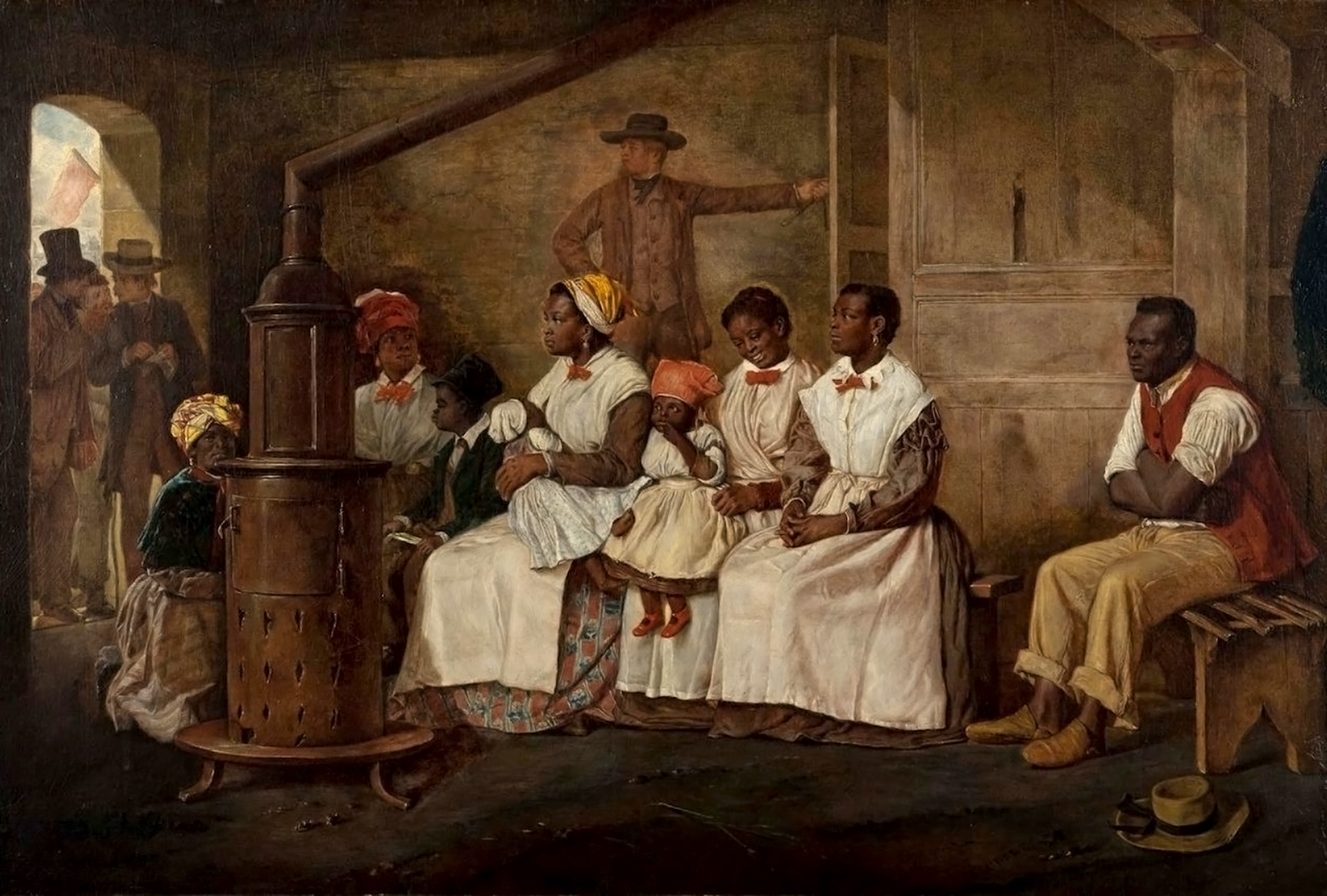
리치먼드의 노예 시장

### 식민지 시절

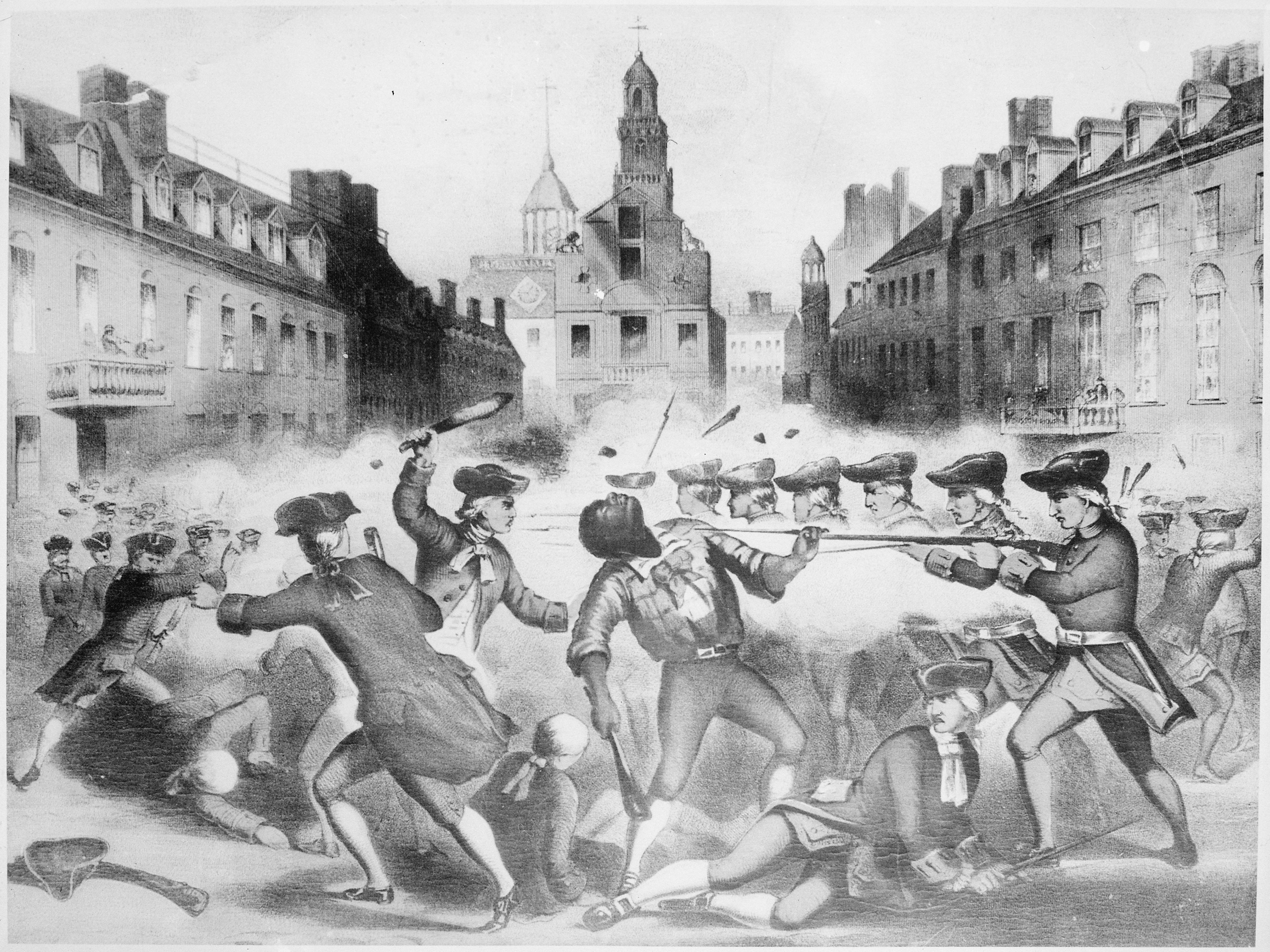
보스턴 대학살에서 순교한 흑인 애국자 크리스퍼스 애턱스

아메리카 식민지에 처음으로 들어온 흑인들은 많은 하류 집안 백인들의 계약 하인들이었다. 대부분의 계약 흑인들은 4년 혹은 7년 동안 임금없이 주인들을 위하여 일하였다. 첫 흑인 계약 하인들은 1619년 버지니아 식민지의 제임스타운에 도착하였다. 그들은 아프리카에서 사로잡혀 제임스타운의 매매에서 팔렸다. 임무를 마친 후, 어떤 흑인 계약 하인들은 재산을 사들였다. 그러나 백인 식민주의자들 사이의 인종적 편견이 대부분의 자유 흑인들에게 식민지 사회의 최저 계급에 살도록 강요하였다.
아메리카 식민지에 첫 아프리카 노예들은 1600년대 초반에 도착하였다. 남부에 새로운 식민지들이 설립되면서 1700년대 동안에 급속적으로 노예 인구가 늘어나 재배원에서 일하는 데 요청되었다.
1750년 식민지들에는 약 20만명의 노예들이 살고 있었다. 다수는 따뜻한 기후와 비옥한 흙이 쌀, 담배, 사탕수수와 후에 목화를 자라는 데 용기를 준 남부에 살았다. 대부분의 재배원 노예들은 밭에서 일하였다. 다른 노예들은 장인, 심부름꾼과 하인들이었다.
12%의 재배원을 운영하는 노예 주인들만이 20명 이상의 노예들을 소유하였다. 그러나 나라의 노예들 중의 절반 이상은 이 재배원들에서 일하였다. 다른 노예 주인들의 대부분은 작은 농장과 적은 수의 노예들을 소유하였다. 주인들의 준비 아래에 어떤 노예들은 농장들의 다른 백인들과 도시 직업들에 자신들을 고용하였다. 이런 준비들은 노예들과 주인들에게 수입을 가져왔다.
북부와 중부 식민지들의 서늘한 기후와 바위같은 흙은 거기의 농부들에게 큰 이득을 얻는 데 어렵게 만들었다. 그 식민지들의 많은 노예들은 공장들과 부두들에서 숙력 또는 미숙련 노동자들이었다.
1600년대 중반에 식민지들은 노예 법전이라 불리는 법률을 통과하기 시작하였다. 정통적으로 이 법전들은 노예들을 무기 소유, 교육 헌납, 주인 허락 없이 이주 등으로부터 금지시켰다. 노예들은 백인들보다 더욱 심한 처벌을 받았다. 주인들은 보통 같은 이유로 자유인을 죽이는 것보다 노예들을 죽이는 데 작은 처벌을 받았다. 작은 농장들의 노예들은 재배원들의 노예들보다 더 많은 자유를 가졌으며 도시 지역에 사는 노예들은 시골 지역에 사는 노예들보다 적은 제한을 가졌다.
1770년 아메리카 식민지들에는 4만명 혹은 그 이상의 자유 흑인들이 살고 있었다. 그들은 도망 노예들, 초창기 계약 하인들의 자손들과 서인도 제도에서 온 이민들을 포함한다. 많은 자유 흑인들은 영국의 통치에 반대하였다. 가장 잘 알려진 아프리카계 미국인 애국자들 중의 하나는 보스턴 대학살에서 순교한 크리스퍼스 애턱스였다.
미국 독립 전쟁 동안에 대부분의 흑인들은 영국에 호의를 가졌다. 그들은 영국의 승리가 자유의 마련에 기회를 준다고 믿었다. 그러나 약 5천명의 흑인들이 식민지군에 복무하였다. 그들의 대부분은 북부와 중부 식민지들에서 온 자유 흑인들과 노예였다. 독립 전쟁의 흑인 영웅들은 1775년 벙커 힐의 전투에서 전과를 거둔 매사추세츠의 피터 세일럼과 세일럼 푸어였다.

### 노예 제도의 증대

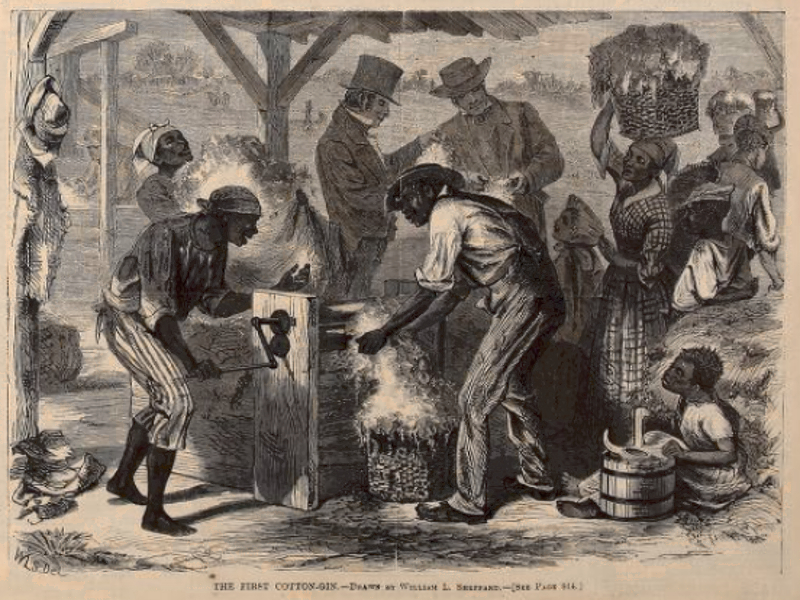
엘리 휘트니가 발명한 조면기

1800년대 초반에 70만명의 노예들이 남부에 살았다. 그들은 지방 주민들의 3분의 1을 차지하였다. 사우스캐롤라이나에서는 노예들의 수가 백인들을 능가하였고, 버지니아와 메릴랜드 양주에서는 인구의 절반 이상을 차지하였다.
노예 제도는 1793년 엘리 휘트니가 조면기를 발명한 후 남부에서 더 깊은 뿌리들을 개발하기 시작하였다. 이 기계는 50명의 사람들이 손으로 일하는 만큼 빠르게 목화로부터 씨들을 빼냈다. 결과로 남부의 목화 산업이 증대하였고 목화는 지방의 주요 생산물이 되었다. 재배자들은 목화를 따고 쌓으는 데 더 많은 근로자들을 필요하면서 노예의 수는 더욱 늘어났다.
다수의 노예들은 자신들의 기분에 항의하였다. 그들은 재산 파괴, 도망과 명령의 불순종 등으로서 날마다의 반란을 일으켰다. 주요 노예 항의들은 무기를 든 폭동과 반란을 포함하였다. 200개의 이런 반란들 중의 가장 유명한 사건은 노예이자 설교자 내트 터너가 일으킨 반란이었다. 그가 이끄는 노예 반란자들은 사로 잡히기 전에 약 60명의 백인들을 죽였다. 1839년 쿠바 해안에서 일어난 아미스타드호 사건이 있었는 데, 싱케가 이끄는 아프리카인들은 배를 뉴욕의 롱아일랜드에 가져왔다. 노예들은 곧 자유의 몸이 되었다.
노예들은 일하는 데 거부, 도망을 시도, 주인들에게 반란을 일으키면서 매를 맞거나 다른 육체적 처벌을 받았다. 어떤 노예들은 반란죄로 사형을 당하기도 하였다.

### 자유 흑인들

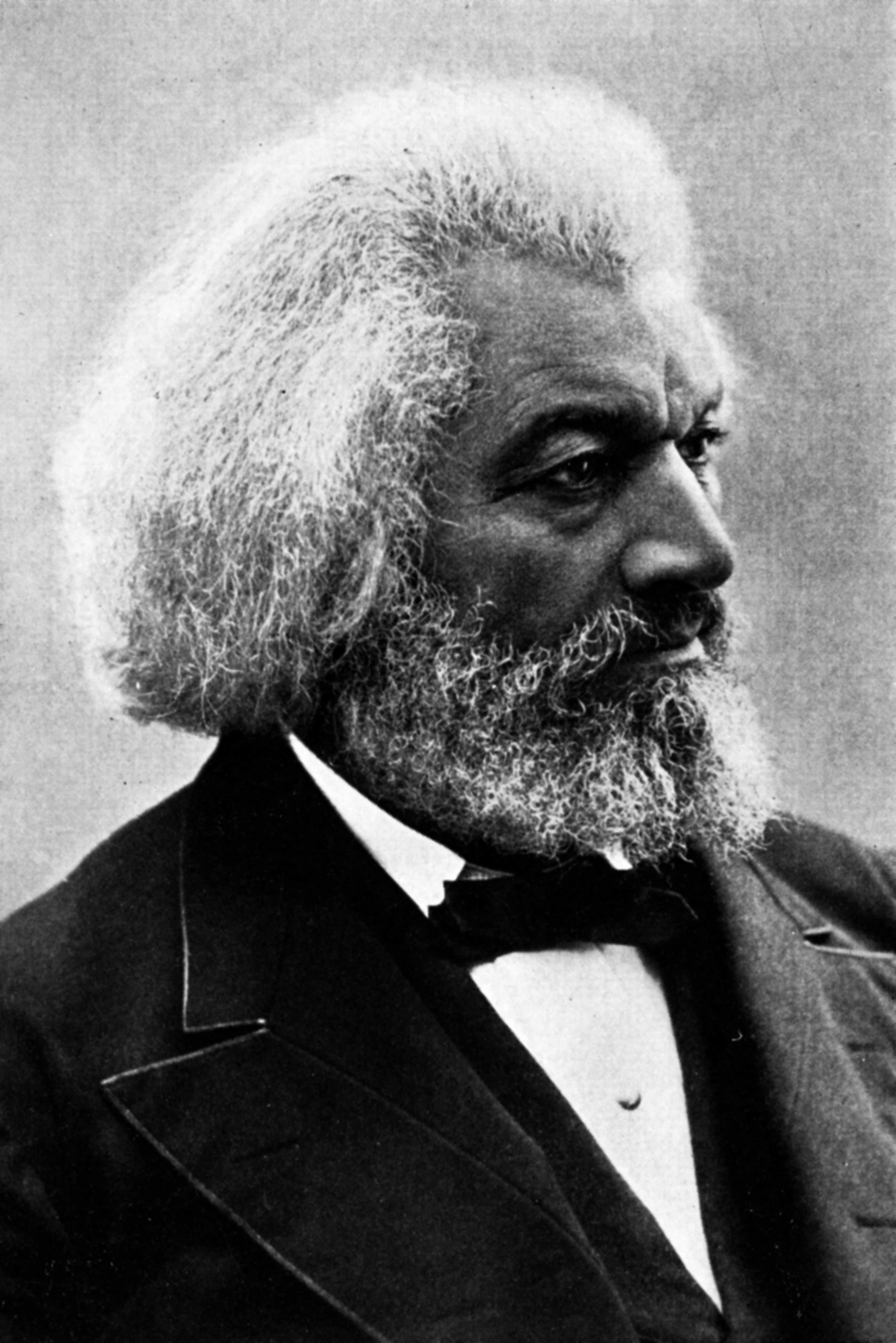
프레더릭 더글러스. 19세기의 가장 영향력있는 흑인 지도자였다.

독립 전쟁은 특히 북부의 백인들 사이에 노예 제도에 관한 새로운 태도들을 이끄는 데 도움을 주었다. 전쟁은 해방의 영혼과 흑인 군인들의 복무에 감사에 영감을 주었다. 부분적으로 이 이유로, 어떤 북부의 입법자들은 노예 제도를 끝내는 데 마련된 1700년대 후반의 법률들을 도입하였다. 이 법률을 위한 다른 이유는 단순하게 노예들이 북부의 주요 경제적 활동에서 본질적인 역할이 없어서이다.
1790년의 인구 조사는 북부의 약 2만 7천명을 포함하여 약 5만 9천명의 자유 흑인들이 살고 있다고 밝혔다. 1800년대 초반에 대부분의 북부의 주들은 노예 제도를 끝내는 데 단계를 가졌다. 법률에 의하여 해방된 전 노예들 외에 자유 흑인들은 자신들의 주인들에 의하여 해방되거나 자유 부모들에게 태어났다.
독립 전쟁 이후에 다수의 자유 흑인들은 담배 재배와 여러 공장들에서 직업을 찾았다. 어떤이들은 부두와 철도 공사에 근무하였다. 그중에는 상인과 편집자가 된 흑인들도 있다. 가장 잘 알려진 편집자들로는 첫 흑인 신문 "자유의 일기"를 시작한 새뮤얼 코니시와 존 러스웜이었다.
대부분의 백인들은 자유 흑인들을 아래의 사람으로 대접하였다. 많은 호텔, 레스토랑, 극장과 다른 공공 시설들은 그들을 못 들어오게 하였다. 몇몇의 주들은 자유 흑인들에게 투표할 수 있는 권리를 주었다. 자유 흑인들의 아이들 대부분은 인종적으로 따로 학교에 들어가야 하였다. 보든 대학교와 오벌린 대학교 같은 대학들은 흑인 학생들의 입학을 허락하였다. 그러나 입학 허가의 한정적인 수가 펜실베이니아의 링컨 대학교과 오하이오의 윌버포스 대학교를 포함한 흑인들을 위한 대학을 개교에 도움이 되었다.
북부와 남부 양쪽에서 교회들은 흑인들을 못 들어오게 하거나 백인들과 자리를 따로 앉도록 하였다. 결과로서 어떤 흑인들은 자신들을 위한 교회들을 세웠다. 1816년 필라델피아의 목사 리처드 앨런이 국가에서 첫 흑인 지배적인 교회 아프리카 감리 주교를 세우는 데 도움을 주었다.
자유 흑인들의 증가가 많은 백인들을 놀라게 하였고 그들의 활동들에 더욱 제한들로 이끌었다. 뉴잉글랜드의 어떤 지역에서는 자유 흑인들이 통행권이 없이는 아무 도시들을 방문할 수 없었으며, 자신들의 집에서 노예들을 즐겁게 하는 데 허락을 받아야 했다. 남부에서는 자유 흑인들이 자신의 신분이 없으면 노예가 되기 마련이었다.
자유 흑인들의 다수에 근심이 늘어나자, 1816년 아메리카 식민지주의 사회가 설립되었다. 이 사회는 하원들인 사우스캐롤라이나의 존 C. 컬훈과 켄터키의 헨리 클레이를 포함한 노예 지지자들에 의하여 성원되었다. 그들의 계획은 아프리카로 자유 흑인들을 성원적 기지에 보내면서 "인종 문제"를 줄이는 데 목적을 두었다. 1822년 식민지주의 사회는 아프리카 대륙의 서해안에 자리잡은 라이베리아의 미국 흑인 식민지를 설립하였다. 1847년 라이베리아는 아프리카에서 첫 자치정부적 공화국이 되었다. 자유 흑인들이 차별로부터 고통을 받았어도 대부분은 미국이 모국으로 느껴졌다. 결과로 1850년 안에 약 1만 2천명의 자유 흑인들이 라이베리아에 정착하는 데 성원하였다.
아래의 사람 자세의 앙심에서 몇몇의 자유 흑인들은 18세기 후반과 19세기 초반에 인정을 얻었다. 예로서, 주피터 해먼과 필리스 휘틀리는 시인으로서 명성을 얻었다. 뉴프트 가드너는 자신이 음악에서 두드러졌으며, 수학자 벤저민 배니커는 뛰어난 달력들을 발간하였다. 두드러진 흑인 목사들로서는 남부의 앤드루 브라이언과 조지 리엘, 북부의 앱설롬 존스이다. 폴 커프와 제임스 포튼은 비지니스에서 큰 재산을 얻었다. 톰 몰리노는 그의 권투 실력으로 알려졌다.
1860년에 미국에는 약 49만명의 자유 흑인들이 살고 있었다. 그러나 그들의 대부분은 노예보다 약간 나았던 엄격한 차별 등을 감수하였다.

### 반노예주의 운동
많은 백인들, 특히 북부인들은 노예 제도가 부도덕하고 민주주의 정부의 관념에 폭력을 가할 것같은 느낌이 들었다. 그러나 재배원 소유자들과 다른 노예 지지자들은 노예 제도가 남부의 생활에 자연적으로 여겼다. 그들은 남부의 문화가 노예들을 기독교로 소개하였고, 그들이 교화되는 데 도움을 주었다고 주장하였다.
남부의 주들은 새로운 주들이 합중국으로 편입되면서 노예 제도의 확대를 희망하였다. 그러나 북부의 주들은 만약 더 많은 주들에 노예 제도를 허략한다면 자신들이 의회에서 권력을 잃을 것 같은 위협에 놓였다. 남부와 북부는 노예 제도의 찬성과 반대로 더욱 갈라졌다.
노예 제도 분쟁은 1818년 미주리 영토가 합중국에 주로 승격되는 데 신청한 후에 의회에서 열적인 토론을 창설하였다. 당시 11개의 주들은 노예 제도를 허락하고 11개의 주들은 노예 제도를 금지하였다. 수많은 미주리 주민들은 노예 제도를 지지하였으나, 많은 북부 의원들은 미주리가 노예주로 되는 것을 원하지 않았다. 1820년 의회는 미주리 협정에 도달하였다. 이 법안은 미주리를 노예주로서 허락하였으나, 메인을 자유주로 인정하는 데 의문을 두었다. 의회는 자유주와 노예주 사이에 각각 12개의 균형을 이루었다.
새롭고 적극적인 노예 반대자들이 1830년대 동안에 북부에서 뛰어오르기 시작하였다. 그 지도자들은 윌리엄 로이드 개리슨, 루크레티아 모트, 루이스 태펀과 시어도어 드와이트 웰드를 포함하였다. 1830년대와 1840년대에 이 백인 노예폐지론자들은 전 노예 프레더릭 더글러스, 해리엇 터브먼, 소저너 트루스 등을 포함한 자유 흑인들에 의하여 가입되었다.
노예 폐지론자들의 대부분은 글을 쓰고 공동적 연설을 하면서 노예 제도를 공격하였다. 개리슨은 1831년 노예 반대 신문 "해방자"를 발간하였고, 가장 영향적이 흑인 지도자 더글러스는 1847년 노예 폐지론 신문 "북극성"을 발간하였다. 터브먼과 많은 다른 폐지론자들은 남부의 노예들을 자유주들과 캐나다로 탈출하는 데 도움을 주었다. 그들은 도망 노예들을 보조하는 통로와 주택의 조직 "지하 철도"를 결성하였다.

### 노예 제도를 둘러싼 깊어가는 분리
1848년 의회는 멕시코 전쟁 후에 미국이 멕시코로부터 얻은 영토들에서 노예 제도를 인정하는냐에 의문을 두었다. 영토들은 현재 캘리포니아, 네바다, 유타와 다른 4개의 주들을 포함한다. 의원들 사이의 열나는 토론에 이어, 켄터키의 헨리 클레이와 매사추세츠의 대니얼 웹스터는 1850년 타협을 이루는 데 도움을 주었다. 타협은 노예 제도를 지속할 수 있으나 워싱턴 D. C.에서 노예 무역을 금지시켰다. 타협에서 주요 법안은 캘리포니아를 자유주로서 합중국에 편입시켰다. 타협에는 노예 주인들이 도망 노예들을 다시 가지는 데 도움을 주는 도망 노예법을 포함하였다.
1850년 타협은 노예 분쟁에 둘러싼 의회의 열난 토론을 끝냈다. 그러나 남부와 북부 사이의 노예 폐지 운동과 적대 행워는 계속되었다. 헤리엇 비처 스토 부인의 소설 "〈톰 아저씨의 오두막〉"은 남부인과 북부인들 사이의 의지를 늘였다. 추가로 북부인들에 의하여 도망 노예법의 집행을 멈춤은 남부인들을 더욱 화나게 하였다.
1854년 캔자스 - 네브래스카 법령을 통과하였을 때 의회에서 노예 제도에 둘러싼 불화가 다시 일어났다. 네브래스카의 많은 주민들은 노예 제도를 반대하였으며, 캔자스에서는 노예 지지자들과 반대자들 사이에 유혈사태를 일으켰다. 1856년 노예 폐지론자 존 브라운은 캔자스의 포타워토미 크리크에서 노예 지지자들에 대항하였다. 결국 1861년 캔자스는 자유주로서 합중국에 가입하였다.
1859년 브라운은 버지니아 하퍼스 페리에 있는 군수 공장을 포획하다가 사로 잡혀 그해 후순에 교수형을 당하였다.

## 노예 제도의 종말

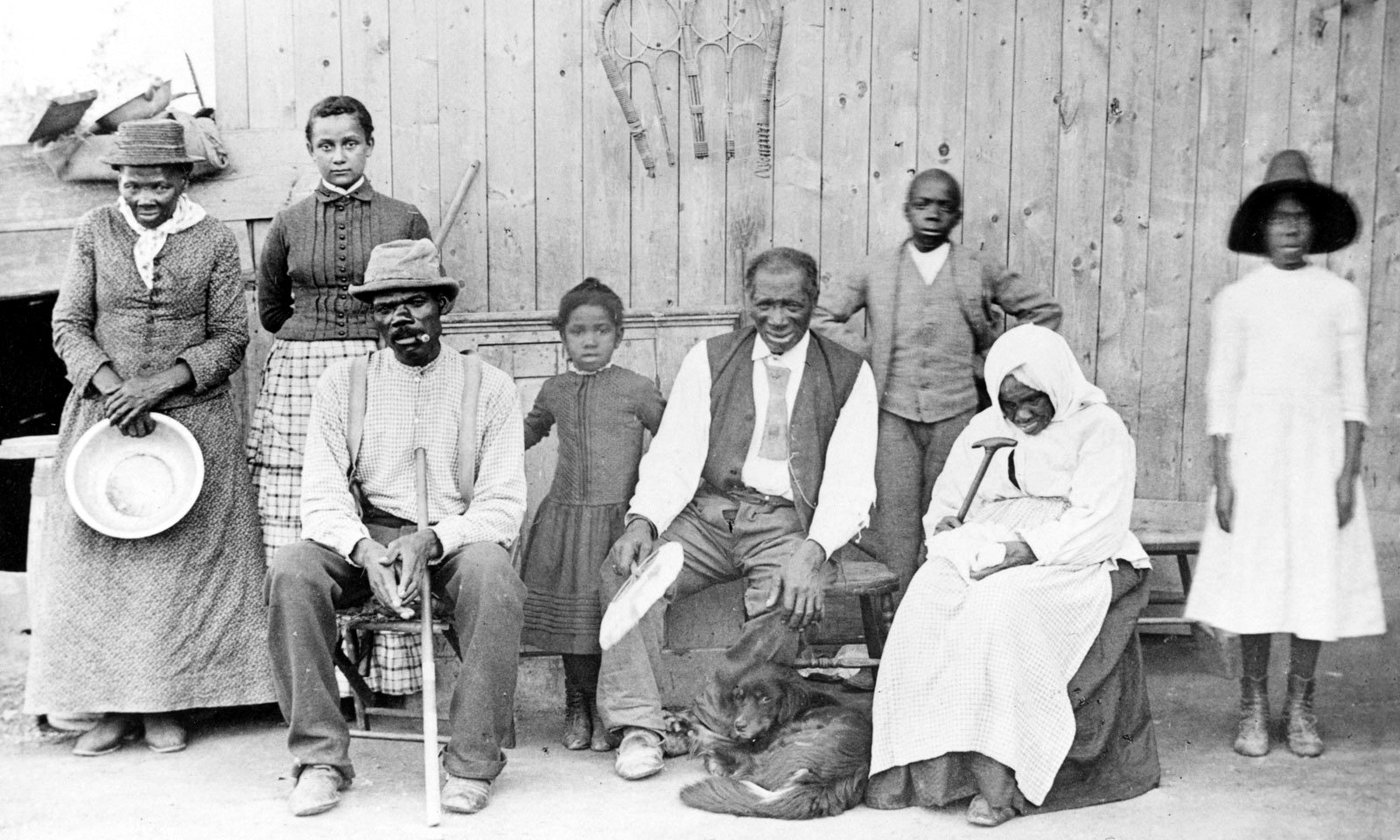
구출한 노예들과 함께 한 해리엇 터브먼.

노예 제도는 1860년 미국 대통령 선거의 주요 논점이었다. 북부의 많은 민주당원들은 노예 제도의 퍼짐에 반대하였으나 남부의 민주당원들은 호의를 보였다. 많은 공화당원들은 노예 제도 확대에 반대하였다. 일리노이의 에이브러햄 링컨이 대통령에 당선되었다.

### 남북 전쟁

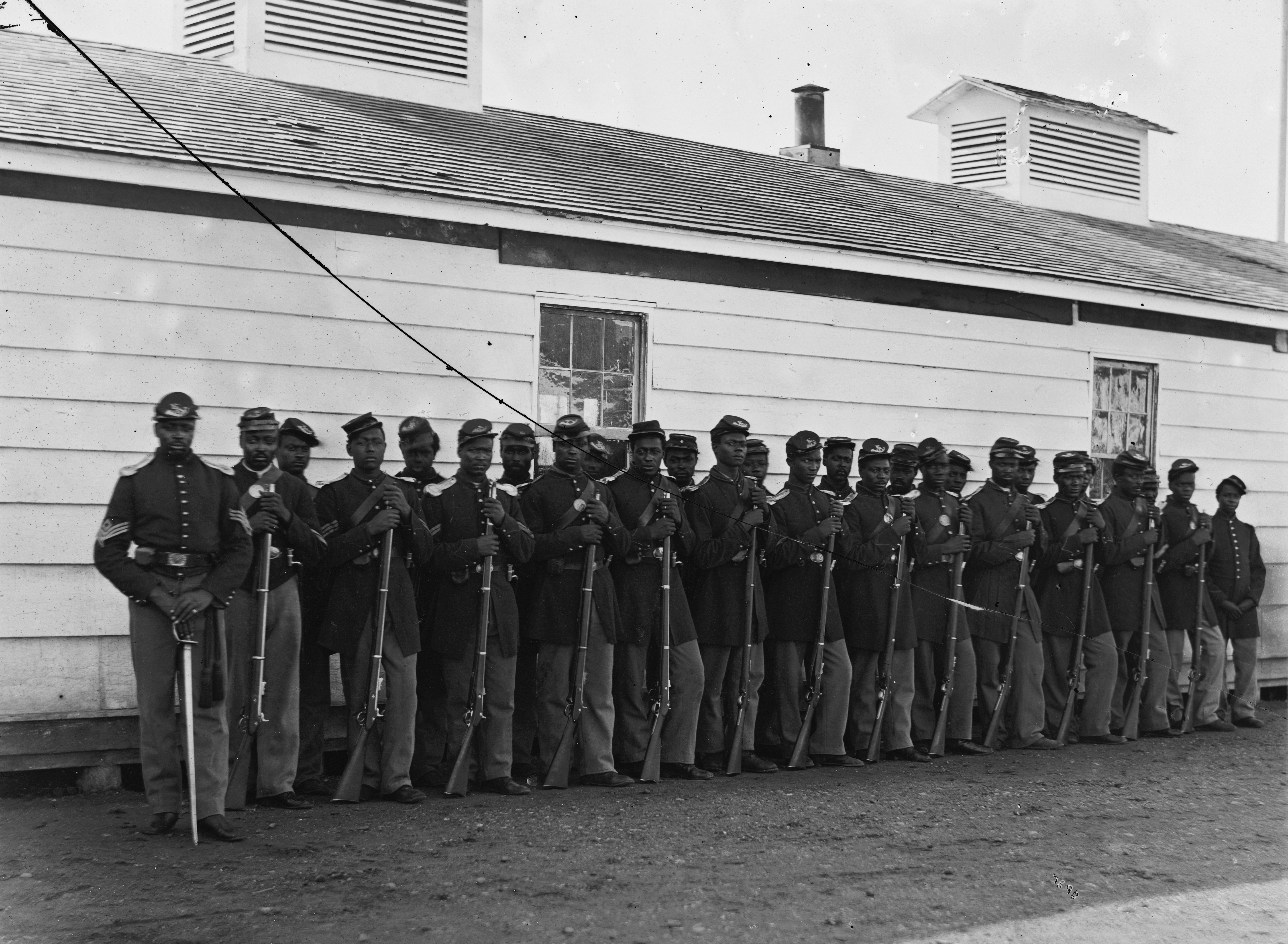
남북전쟁에 종군한 흑인 부대. 20만명 이상이 넘는 흑인들이 북군에 종군하였다.

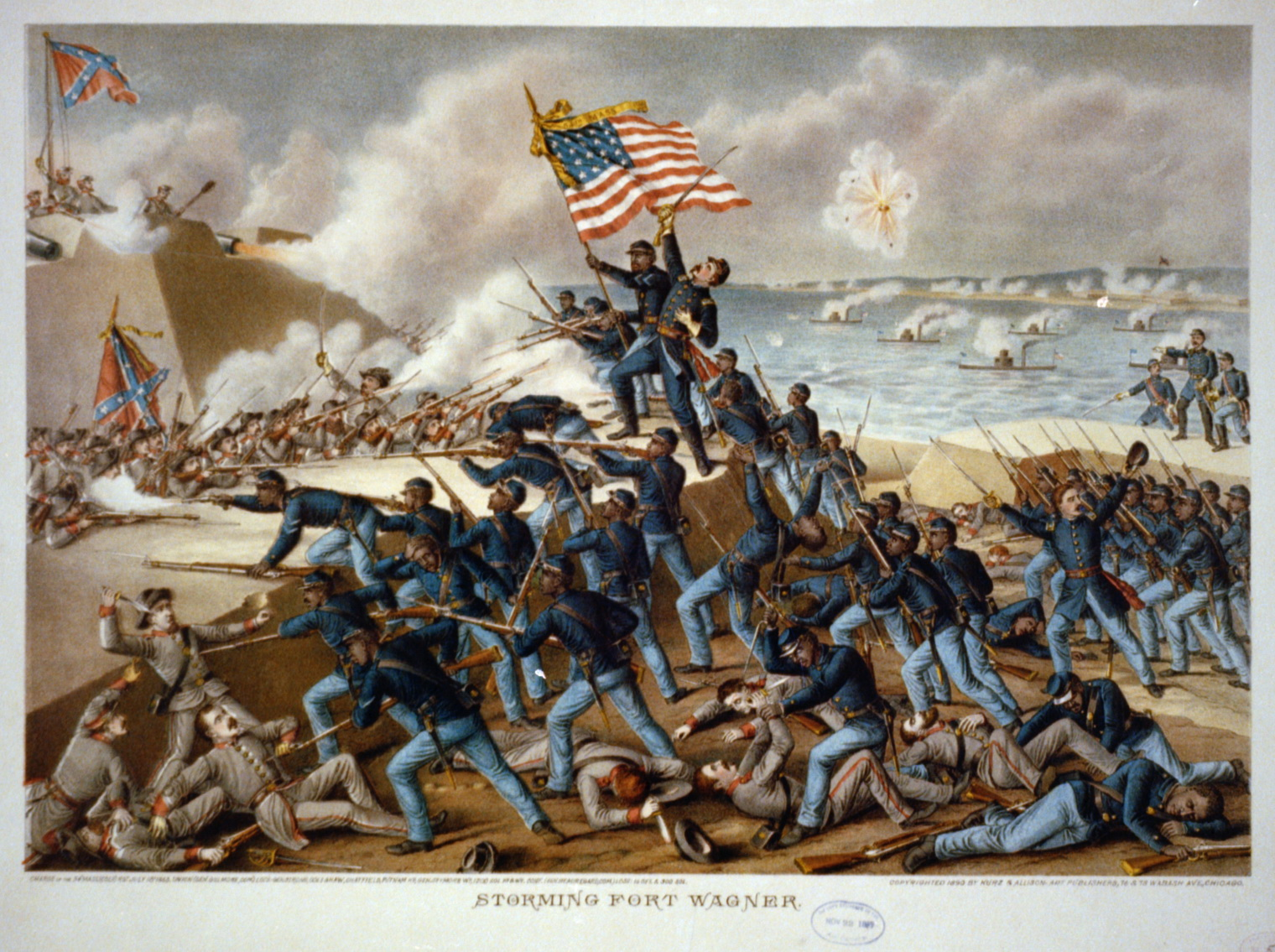
와그너 요새의 포획. 전쟁 중에 4만명의 흑인 군인들이 전사하였다.

남부인들은 링컨이 노예 제도를 제한 혹은 종말을 가져올 것 같은 위협에 처하였다. 1860년 12월 20일 사우스캐롤라이나가 합중국에서 탈퇴하였다. 탈퇴한 남부의 주들은 아메리카 맹방을 형성하였다. 1861년 4월 12일 남군은 사우스캐롤라이나에 미군 기지 포트 섬터를 공격하여 남북 전쟁이 시작되었다. 4개의 노예주들이 맹방에 가입하였고, 4개의 다른 노예주들 - 미주리, 켄터키, 메릴랜드, 델라웨어는 합중국에 가입하였다.
1862년 7월 링컨은 북군에 아프리카계 미국인들을 받아들이는 준비를 하였다. 20만명 이상의 아프리카계 미국인들이 북군에 종군하였다. 그들은 봉급, 진급 등에서 차별을 받음에 불구하고 수많은 흑인 군사들이 전쟁에 큰 공헌을 하였다. 흑인 영웅들 중에 사우스캐롤라이나의 로버트 스몰스는 항구 조종사이자 남군의 군함을 타고 북군으로 넘겨졌다. 1863년 흑인 연대들은 루이지애나의 포트 허드슨을 공격하는 데 중요한 역할을 하였고, 포트 허드슨이 함락되자 북군은 미시시피강의 통치를 얻었다. 총 23명의 흑인 군인들이 국가에서 가장 높은 군사 수여상인 명예의 메달을 수상하였다.
남부의 주들은 1865년까지 흑인들을 군인으로서 이용하는 데 결정하지 않았다. 거의 북군에 종군한 약 4만명의 흑인 군인들이 전사하였다. 4월에는 남군이 항복하였고, 12월 미국 헌법 수정조항 제13조는 공식적으로 노예 제도를 끝냈다.

### 자유의 첫 세월들

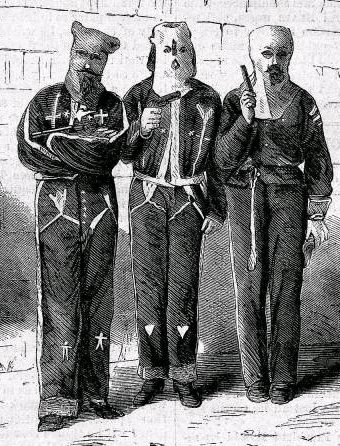
쿠 클럭스 클랜 단원들

남북 전쟁에 이어 재건의 시기를 "남부 제주의 재통합"으로 알려졌다. 재통합 기간 중에 주요 관심은 대략 4백만명의 해방 노예들의 조건이었다. 그들의 대부분은 집이 없었으며 가난하고 문맹자들이었다.
해방 노예들과 집이 없는 백인들을 돕기 위하여 의회는 난민, 해방인과 버림받은 대지의 관료를 설립하였다. 해방인의 관료는 1865년부터 1872년까지 운영되었으며, 흑인들에게 음식과 공급품들을 내고, 100개 이상의 병원들을 세우고, 3만명 이상의 국민들을 재정착시키고, 4천 3백 이상의 학교들을 설립하였다. 어떤 학교들은 하워드 대학교, 피스크 대학교 같은 뛰어난 흑인 학교들을 개발하였다.
성과들의 원한에서 해방인들의 관료는 아프리카계 미국인의 경제 문제들을 해결하지 않았다. 그들은 대부분 지속적으로 가난에 살았다. 그들은 인종적 협박과 폭력, 자신들의 인권을 제한시킨 법률로부터 고통에 시달렸다.
흑인 인권 운동에 법적인 제한이 남부 주정부들에 의하여 흑인 법전이라 알려진 법률들을 통과시킨 후에 상승하였다. 이 법률들은 초기의 노예 법전과 같았다. 어떤 흑인 법전들은 흑인들을 토지 소유로부터 금치시켰다. 어떤 법률은 실업자 흑인들을 감옥에 수용하는 데 허락하였다.
이 법전들은 과격파 공화당으로 불리는 북부 의원들에 충격을 주었다. 1868년에 도입된 미국 헌법 수정조항 제14조는 흑인들의 시민권을 보증하였다. 그러나 대부분의 남부 백인들은 흑인들의 새로운 지위를 원망하였다. 백인들은 단순적으로 전 노예뜰이 투표와 관리직에 올라가는 아이디어를 받아들일 수 없었다. 결과로서 남부 흑인들이 투표를 하거나 관리직을 위하여 선거에 나가거나 다른 인권을 즐기는 시도는 남부에서 흑인과 백인 사이의 폭력으로 이끌었다. 1865년과 1866년 사이에 약 5천명의 남부 흑인들이 살인당하였다. 1866년 5월에 멤피스에서 흑인들의 교회들과 학교들이 불타면서 46명의 흑인들이 사망하였고, 7월에 뉴올리언스에서는 인종적 폭동이 일어나면서 34명의 흑인들이 사망하였다.
어떤 법률 집행자들은 흑인들에 폭력을 더욱 강화시켰다. 테네시주 풀라스키에서 쿠 클럭스 클랜이라는 흑인 배척을 위한 단체가 결성되었다. 그들은 흑인들과 흑인들을 후원하는 백인들을 패거나 살인하였다. 쿠 클럭스 클랜은 흑인들이 투표하는 것을 거부하였다.
연방 정부는 아프리카계 미국인들을 위한 권리를 유지하기 위하여 노력하였다. 1870년과 1871년에 의회는 흑인들의 투표권을 집행하는 데 연방군의 활용을 위임하는 법률을 통과시켰다. 추가로 율리시스 S. 그랜트 대통령은 모든 미국인들의 인권을 위한 존중을 요구하는 선언서에 조인하였다.

### 일시적인 이득

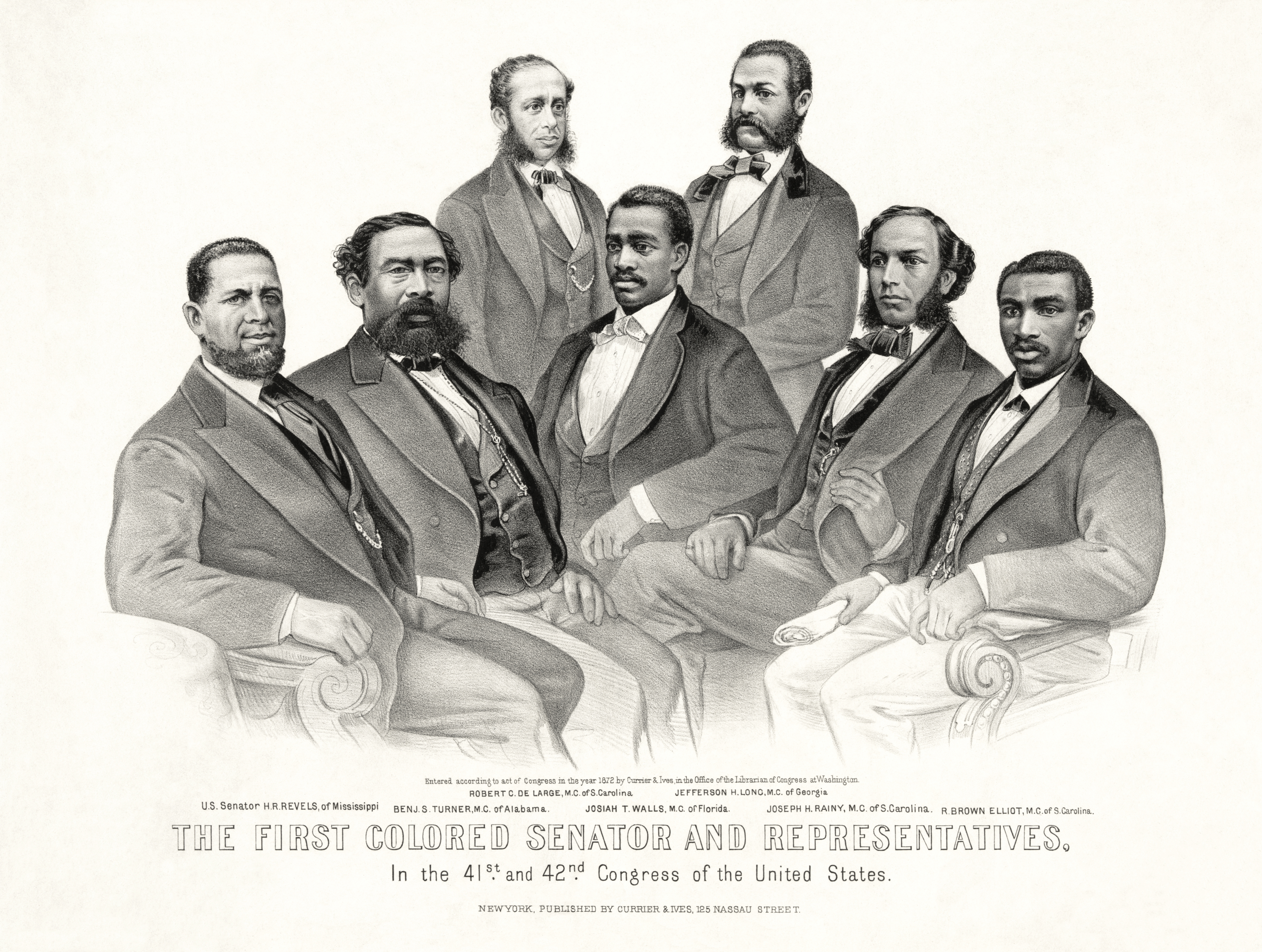
첫 흑인 상원과 하원들

과격파 공화당의 정책들은 아프리카계 미국인들이 넓게 국가의 정치적 제도에 처음으로 참가하는 데 권리를 부여하였다. 의회는 남부에서 흑인들이 투표하는 권리를 마련하였다. 1867년과 1868년에 열린 회의에 참석한 많은 흑인들은 남부 주들의 헌법들을 다시 쓰고 백인들에 의하여 실시된 흑인 법전들에 다른 기초적 법률로 대신하였다. 새 헌법 아래에 의하여 선출된 입법부에서 흑인들은 사우스캐롤라이나에서 하원석에 다수를 차지하였다.
재통합 기간 중에 아프리카계 미국인들은 중요한 직들에 선출되었다. 미시시피의 상원 하이럼 로즈 레블스와 블랜치 브루스, 하원 사우스캐롤라이나의 조지스 H. 레이니와 조지아주의 제퍼슨 롱 등을 포함한다.
1870년대 초반 이내에 북부의 백인들은 과격파 공화당원들의 제통합 정책들에서 자신들의 이익을 잃고 말았다. 그들은 남부 흑인들과 백인들 사이의 논쟁에 질렸다. 흑인들을 보호가기 위하여 보내진 연방군들을 철수하였다. 흑인들의 투표로부터 떠나던 백인들이 다시 투표를 시작하였고, 남부의 민주당원들이 주 정부의 통제에 복귀하였다. 1877년 말기에 민주당원들은 남부 주 정부들에 권력을 가졌다.

## 인종 차별의 증가
19세기 후반에 남부의 흑인들은 분리, 투표권의 분실과 다른 차별로부터 고통을 겪었다. 20세기 초반에 남부 흑인들에 대한 차별은 더욱 심해졌다. 1907년 안으로 모든 남부의 주들에서는 열차 승객들 사이와 교회, 학교, 호텔 같은 공공 시설에 흑인과 백인의 사용을 분리하였다. 백인들을 위한 시설에는 흑인들의 출입이 금지될 정도였다.

### 북부로 대이동

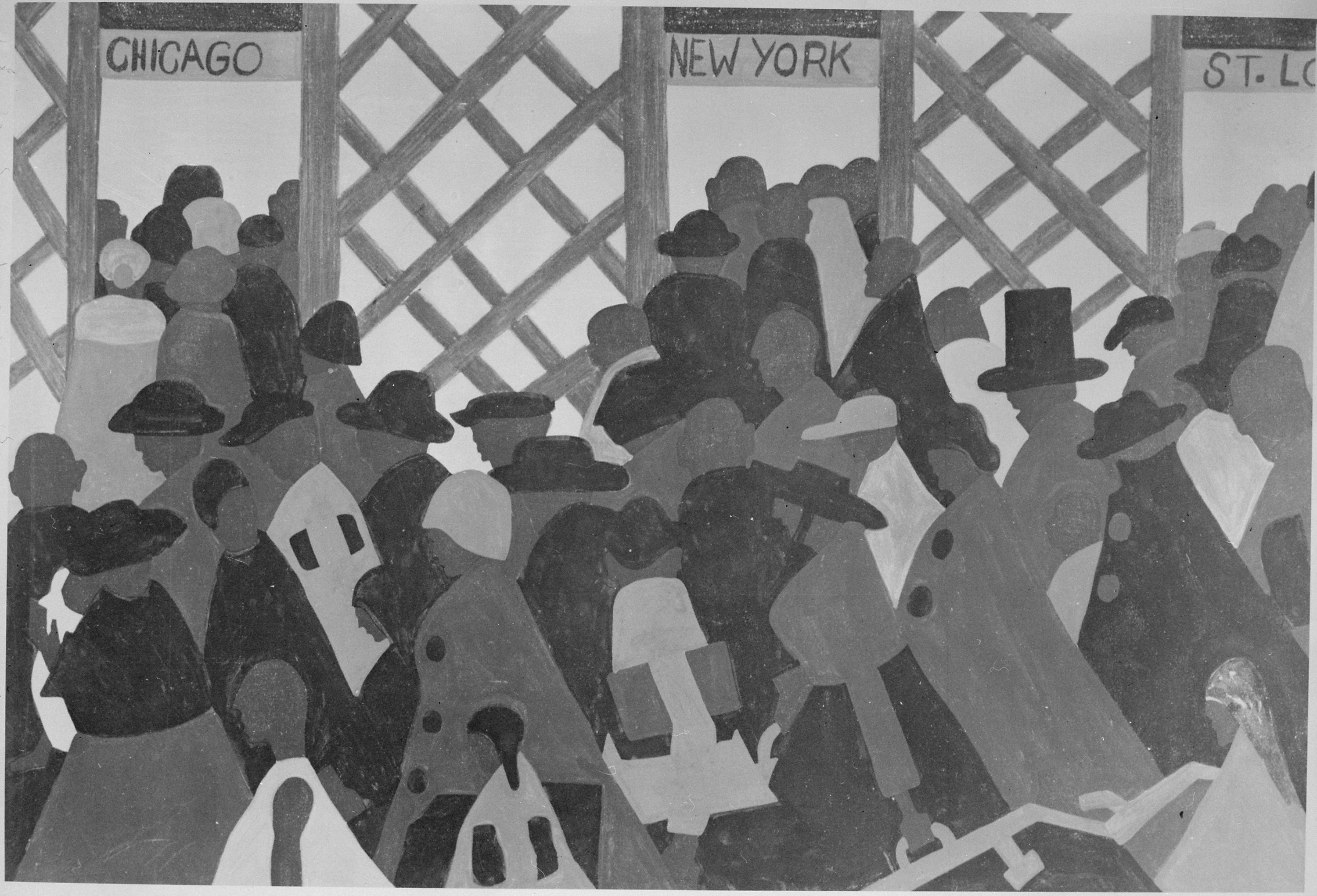
남부 흑인들의 북부로 대이동을 그린 벽화

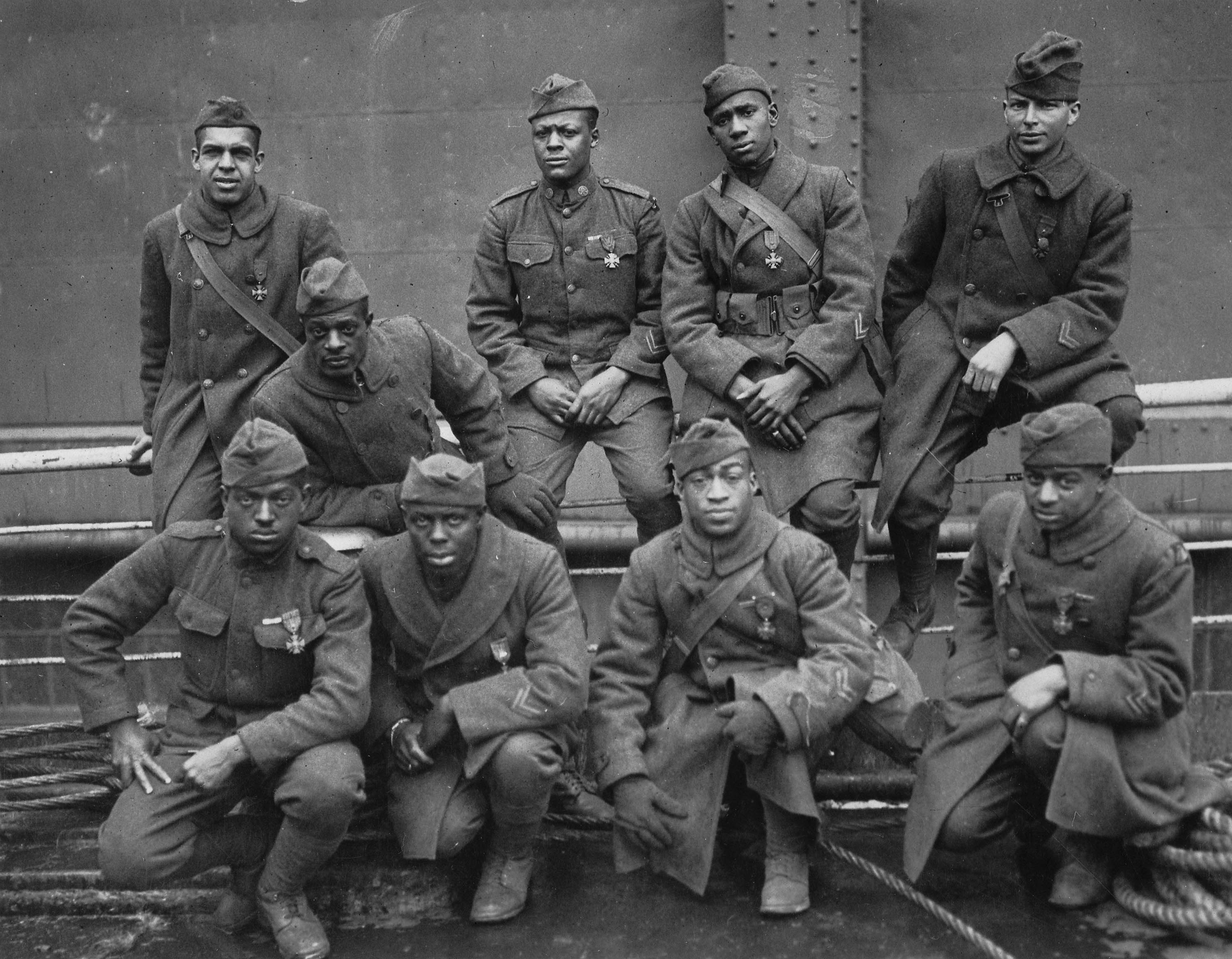
제1차 세계 대전에 복무한 아프리카계 미국인 병사들

새로운 흑인 지도자들과 NAACP의 노력들은 인종 차별, 경찰 폭력과 흑인들이 린치 당하는 것을 끝내는 데 조금의 일을 하였다. 추가로 남부의 농부들은 홍수 같은 문제로 인하여 농작물의 손해를 보았다. 이 문제들은 남부의 흑인들이 북부로 이주하는 데 확인되었다.
제1차 세계 대전이 열리는 동안에 수십만명의 남부 흑인들이 공장일 등에 직업을 구하러 북부로 이주하였다. 1910년 뉴욕 시에서 결성된 국가 도시 연맹은 새로운 주민들에게 도시의 생활을 조절하는 데 도움을 주었다. 제1차 세계 대전 중에 3십 6만명의 아프리카계 미국인들이 군에 복무하였다. 그들은 흑인 군사 부대에 놓여있었다.
1910년과 1930년 사이에 약 100만명의 남부 흑인들이 북부로 이주하였다. 그들은 대부분 북부에서 자신들의 문제들을 해결하는 것이 없다는 것을 발견하였다. 자신들이 찾은 직업들을 위한 실력과 교육이 부족하였고, 많은이들은 노동자와 하인들이 되었다. 북부에 정착한 흑인들은 싸고 더럽고 버려진 주택 지역에 살아야 하였다. 큰 흑인 빈민가들이 북부를 통하여 큰 도시들에 이루어졌다. 빈곤, 범죄, 절망이 흑인 공동체들에 생겨 그들의 거주 구역이 게토로 불렸다.
전쟁이 끝난 후, 북부의 도시들에서 인종적 관계가 크게 증가하였다. 아프리카계 미국인 베테랑들이 민주주의를 위하여 싸운 후에 정의와 동등의 기대와 함께 귀국하였다. 쌓여가는 압력은 북부에 쿠 클럭스 클랜 단원들이 생기는 결과를 가져왔다. 1918년 여름에 펜실베이니아 주의 필라델피아와 체스터에서 일어난 인종적 소란에서 10명의 흑인들이 죽고 60명이 부상을 당하였다. 이듬해 여름에 여러 폭동들이 일어났다. 그해 말기에 전국에 걸쳐 25개의 인종 폭동이 일어났으며 100명의 사람들이 사망하였다.

### 할렘 르네상스와 다른 성과들
할렘 르네상스는 20세기 초반에 할렘에서 있던 아프리카계 미국인들의 문학의 유출이었고, 1920년대에 두드러졌다. 그 일은 백인들만큼 흑인들도 고마워할 수 있던 미국인의 사회 안에서 어떤 흑인들이 재능을 얻은 것을 논증하였다. 작가들은 북부 도시들과 남부 농촌들에서 흑인들의 경험들로부터 자신의 주제를 그렸다. 가장 잘 알려진 작가들로는 제임스 웰던 존슨, 랭스턴 휴스, 넬라 라르센, 클로드 맥케이, 카운티 컬렌, 월리스 서먼, 제시 레드먼 포셋과 진 투머를 포함한다.
아프리카계 미국인 음악가들도 1920년대 초반 동안에 흑인들은 물론 백인들 사이에 명성을 얻었다. 1914년 〈세인트 루이스 블루스〉를 작곡한 W. C. 핸디는 블루스의 아버지로 알려졌다. 재즈도 나오기 시작하였는데 루이 암스트롱과 듀크 엘링턴이 미국에서 제일가는 재즈 음악가들이 되었다.
20세기 초기의 다른 두드러진 흑인들은 위대한 농업 연구가 조지 워싱턴 카버였다. 그는 땅콩, 고구마와 다른 남부의 농산물로부터 수백개의 제품을 만들었다. 그 시대의 다른 유명한 아프리카계 미국인들로는 노동 지도자 A. 필립 랜돌프, 가수이자 배우·정치적 활동가 폴 로브슨, 올림픽 육상 스타 제시 오언스, 흑인 최초로 아카데미 상을 수상한 해티 맥대니얼 등을 포함한다.

### 경제 대공황
1929년 10월 미국 땅에 경제 대공황이 몰아 닥쳤다. 그 사건은 수많은 미국인들을 고생시켰고, 특히 흑인들에게 큰 문제가 되었다. 흑인들은 직업 차별의 주요 피해자들이었다.
게토의 가난을 쉽게 하기 위하여 아프리카계 미국인들은 협동 조합적인 단체를 결성하였다. 이 단체들은 뉴욕에서 "유색인 상인 협회"와 세인트루이스, 클리블랜드와 뉴욕에서 결성된 "흑인들을 위한 직업들" 등을 포함한다. 단체들은 식품과 다른 제품들을 최저 가격으로 소비하였다.
대부분의 아프리카계 미국인들은 공화당 소속인 허버트 후버 대통령이 대공황을 끝내는 데 약간의 일을 하였다고 느꼈다. 1932년 대통령 선거에서 어떤 흑인 선거자들은 자신들의 공화당에 충성을 버렸다. 1936년 아프리카계 미국인들의 대부분이 민주당을 지지하여 프랭클린 루스벨트가 재선되는 데 도움을 주었다.
루스벨트 대통령이 뉴딜 정책을 실시한 후, 흑인 단체는 아프리카계 미국인의 문제들을 루스벨트에게 조언하였다. 흑인 내각이라 불리는 이 단체에는 윌리엄 H. 헤이스티와 메리 맥러드 베슌이 포함되어 있다. 뉴딜 정책의 결과로서 흑인들은 민주당에 강한 충성을 개발하였다.
엘리너 루스벨트가 1939년 가수 마리안 앤더슨의 위대한 콘서트를 관련시킨 사건에 가담하자, 아프리카계 미국인들은 그녀에 깊게 감탄하였다.
아프리카계 미국인들은 공공 장소들에서 분리에 공격하는 데 새로운 병법들을 이용하였다. 인종 동등권 의회가 시카고의 레스토랑에서 농성을 가졌다. 이 항의에서 흑인들은 백인들을 위한 자리들에 앉았다.

### 제2차 세계 대전

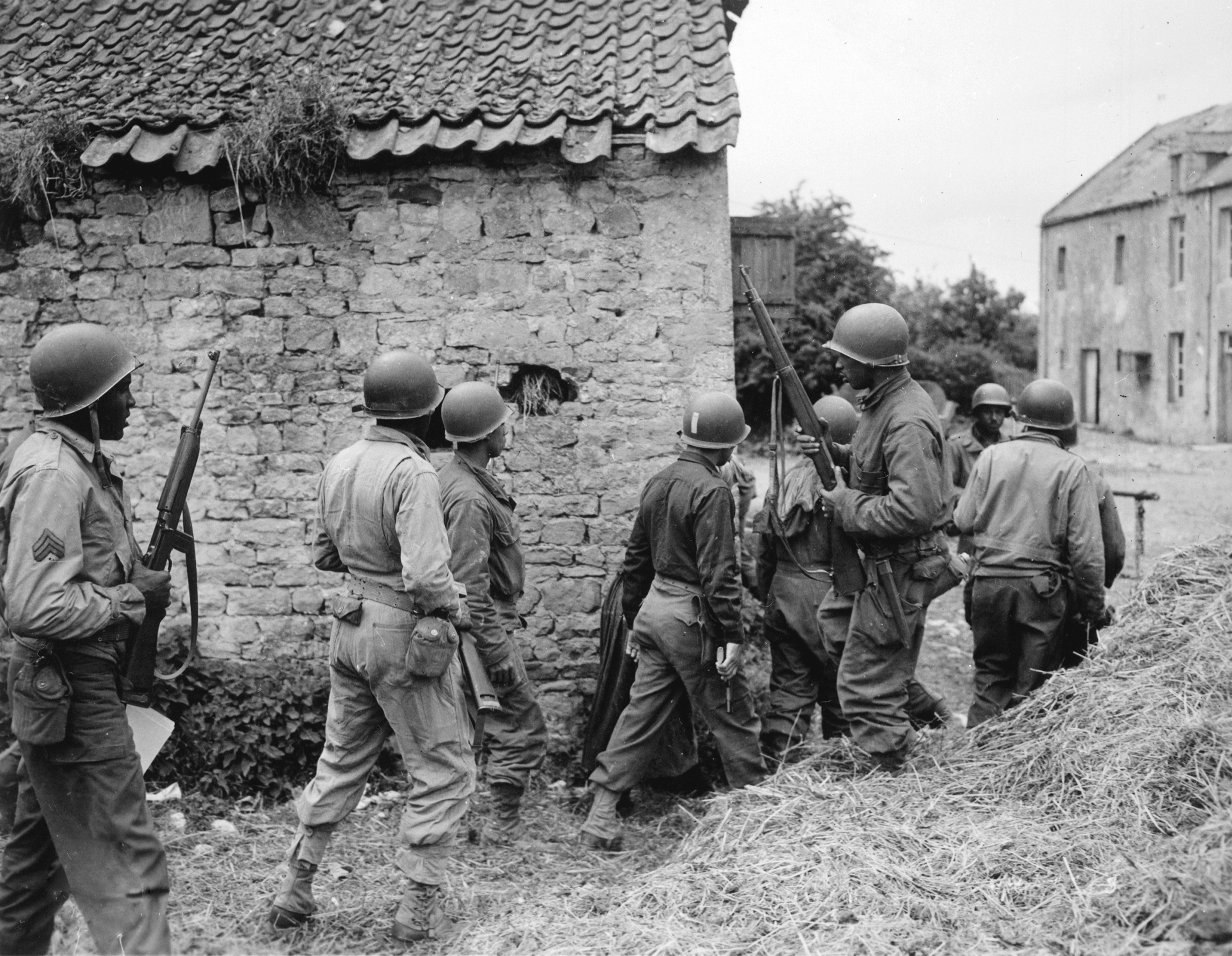
제2차 세계 대전에 복무하는 아프리카계 미국인 병사들

제2차 세계 대전이 일어나면서 아프리카계 미국인들을 위한 새로운 경제적 기회들을 열었다. 1차 대전처럼 방어적인 산업들을 확대하고 남부의 시골 흑인들을 북부의 산업 도시들에서 직업을 찾는 용기를 주었다. 1940년대 동안에 약 1백만 명의 남부 흑인들이 북부로 이주하였다. 일거리를 가지는 데 다시 차별이 생겼다. 1941년 A. 필립 랜돌프가 이끄는 흑인들이 워싱턴에서 직업 차별에 항의하였다. 그러고나서 루스벨트 대통령은 방어적 산업들에서 인종 차별을 금지시키는 명령을 내렸다.
1백만명에 가까운 아프리카계 미국인이 제2차 세계 대전에 복무하였으며, 거의 인종적으로 분리된 부대에 배치되었다. 1940년 벤저민 O. 데이비스는 첫 흑인 준장이 되었다.

## 인권 운동

### 인권 운동의 시작
전쟁이 끝나자 새로운 인권 운동이 일어나기 시작하였다. 처음으로 아프리카계 미국인들은 전쟁에서 명예와 함께 복무하였다. 흑인 지도자들은 애국자들에 대항하여 인종 차별의 부정을 보이는 데 이 베테랑들의 기록에 지적하였다. 두 번째로 북부에 사는 아프리카계 미국인들은 경제적 이익들을 만들고 자신들의 교육을 늘리면서 투표하는 데 등록되었다. 세 번째로 NAACP는 많은 새 회원들을 끌어들여 늘어난 흑인과 백인들의 재정적 성원을 받았다.
1955년 10대 흑인 소년 메잇 틸이 미시시피주 머니를 방문하는 동안에 얻어맞고 사망한 일이 생겼다. 2명의 백인들은 살인죄로 체포되었으나 모든 백인들로 이루어진 배심원들에 의하여 유죄를 면하였다.
로자 파크스 여사가 몽고메리에서 자신의 버스 좌석에 백인을 양보하지 않은 이유로 기소당하였다. 몽고메리의 흑인들은 버스 안타기 운동을 벌였다. 그들의 항의는 382일 동안 계속되었고 도시 정부가 버스 법률을 폐지시킬 때 끝났다. 이 운동은 남부 역사상 처음으로 흑인들에 의하여 결성된 항의가 되었다. 이 중에는 몽고메리 침례교 목사 마틴 루서 킹 2세가 유명하였다.
1957년 아칸소주의 리틀록에서 백인 전용 학교에 입학하는 흑인 학생들을 보호하기 위하여 드와이트 아이젠하워 대통령이 연방군을 보내기도 하였다.

### 증대하는 운동

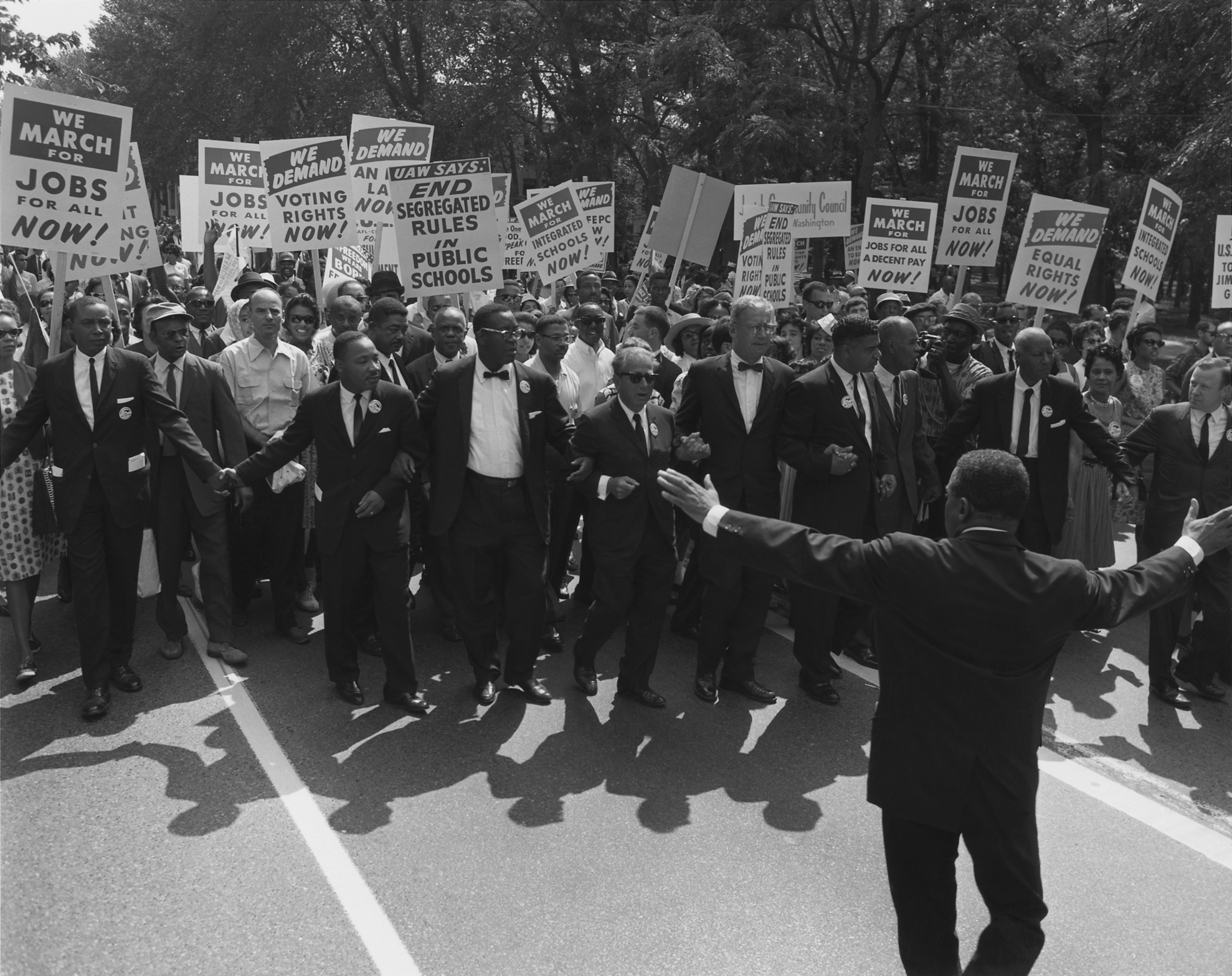
워싱턴 행렬 (1963)

1957년 킹 목사와 다른 남부의 흑인 목사들은 남부 기독교 지도자 회의를 형성하여 인권 운동 단체들과 협동하였다. 킹은 아프리카계 미국인들이 자신들의 목적들을 이루기 위하여 평화적인 의미들을 이용하도록 시켰다. 1960년 흑백인 대학생들이 학생 비폭력 협동 협회를 결성하여 인권 운동을 도왔다. 그들은 남부 기독교 지도자 회의, 인종 동등 의회 같은 단체들의 젊은이들과 가입하여 인종 차별에 대항하는 농성, 행렬 등을 열었다. 1960년대 초반에 협동적인 노력들이 모든 공동 장소에서 차별을 끝냈다.
몇몇의 도시들은 인권 운동에 의하여 영향을 받지 않은 것으로 남았다. 아프리카계 미국인 지도자들은 공동 장소에서 모든 남아있는 차별을 지우기 위하여 미국이 명확하고 강한 연방 정책을 필요하다고 느꼈다. 국가적 주의를 끌어들이기 위하여 킹과 여러 단체의 지도자들은 1963년 8월 워싱턴 D. C.에서 도시 연맹 행렬을 결성하였다. 많은 백인들을 포함한 20만명 이상의 사람들이 함께 행렬을 하였다.
킹 목사의〈나에게는 꿈이 있습니다〉라는 유명한 연설은 존 F. 케네디 대통령의 인권 결의서를 통과시켰다. 그러나 많은 남부인들은 입법에 반대하였다.
1963년 11월 케네디 대통령이 암살되자 부통령 린든 B. 존슨이 대통령직을 승계하였다. 존슨 대통령은 1964년의 공민권 법안에서 케네디가 제출한 법률들을 통과시키는 데 의회를 설득시켰다. 이 법안은 고용과 교육에서 동등한 기회를 가져 공동 장소들에서 인종 차별을 금지시켰다. 그해 킹 목사는 비폭력적으로 인권 운동을 이끈 공로로 노벨 평화상을 수상하였다.

### 정치적 이익들

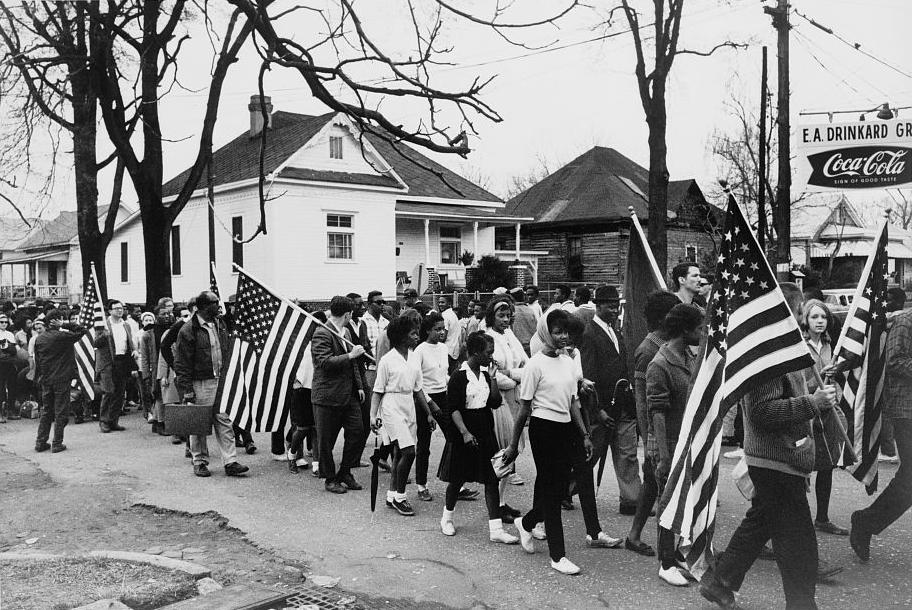
셀마 몽고메리 행진.

남부에서 많은 선출된 공무원들과 경찰관들은 흑인들에게 동등권을 주는 연방 법률들을 거부하였다. 1965년 앨라배마주 셀마에서 투표권을 위한 논쟁이 터졌다. 킹 목사는 1월에 아프리카계 미국인들의 투표권을 찾기 위하여 셀마로 갔다. 그는 전국에서 온 흑인들과 백인들에 가입되었다. 다음 2달 동안에 킹의 노력들의 증가에 반대하면서 3명의 사람들이 사망하고 수백명이 매를 맞았다. 3월 후순에 킹은 약 3만명의 사람들을 이끌고 연방군의 보호를 받으면서 셀마 몽고메리 행진을 이끌었다. 그는 불공평한 제한없이 흑인들이 투표권을 얻는 요청을 하였다.
셀마에서 활동들의 결과로서 크게 의회는 1965년의 투표권을 통과시켰다. 20세기 중반에는 국가 정부에서 중요한 역할을 늘인 아프리카계 미국인들이 나왔다. 1950년 외교관 랠프 번치는 흑인으로서 첫 노벨 평화상 수상자가 되었다. 1967년에는 서굿 마샬이 첫 흑인 연방 재판관이 되었고, 그해에는 칼 스토크스와 리처드 G. 해처가 각각 클리블랜드와 게리의 첫 흑인 시장으로 선출되었다.
1968년 4월 4일 멤피스에서 킹 목사가 암살되었다. 킹의 암살 사건은 존슨 대통령이 그해의 공민권 법안을 의회가 찬성하는 데 설득하는 도움을 주었다. 1968년 공명 주택 법안으로 알려진 이 법률은 국가에서 대부분의 주택의 판매와 전세에 인종 차별을 금하였다.

### 블랙 파워 운동
인권 운동이 한참일 때에 어떤 흑인들은 동등권과 다른 아이디어를 가지고 있었다. 이런 단체들은 블랙 모즐렘, 흑표당, 블랙 파워 등을 포함한다.
1934년 아프리카계 미국인들의 이슬람교 단체인 블랙 모즐렘(Black Moslem)을 이끈 일라이저 무하마드는 인종 통합을 비난하고 미국 안의 전 흑인들의 국가를 형성하는 데 몰아냈다. 1950년대와 1960년대에 블랙 모즐렘의 가장 감명적인 연설자는 맬컴 엑스였다. 그는 세계를 통하여 흑인들을 통합하는 것을 원하였다. 1965년 뉴욕에서 연설 중에 암살당하였다. 그를 암살한 3명의 흑인들 - 그중에 2명은 블랙 모즐렘은 살인죄로 유죄 판결을 받았다.
1966년에는 캘리포니아주 오클랜드에서 흑표당이 결성되었다. 창설자 휴이 뉴튼과 바비 실은 맬컴 엑스의 영감을 받았다. 당은 처음으로 흑인들에 경찰들의 폭력을 끝내고 직업과 다른 분야에서 흑인들에게 기회들을 제공하는 데 폭력적 혁명에 호의를 가졌다. 흑표당은 경찰들과 다른 단체들과 많은 투쟁들을 벌여왔다. 후에 그들은 사회 봉사에 참여하였다.
1966년 미시시피 대학교에 아프리카계 미국인 처음으로 입학한 제임스 메러디스의 총격 사건 이후에 블랙 파워 운동이 향상되었다. 암살과 다른 인종적 폭력은 스토클리 카마이클과 다른 학생 비폭력 협동 협회의 회원들을 흑인 권리들을 위한 백인들의 후원의 성실에 의심하게 만들었다. 카마이클과 다른 아프리카계 미국인들은 "블랙 파워" 운동 캠페인을 벌였다. 그들은 흑인들에게 더 이상 "니그로"라고 불리지 않기를 원하였다.

## 1970년 이래 발전
1970년대 이래의 성과들은 교육과 정치에 위대한 향상을 포함한다. 많은 흑인들은 스포츠와 예술 등에서도 인정을 얻었다.

### 비즈니스
흑인들이 소유한 미국의 비즈니스의 몇몇이 1970년과 2000년대의 첫 10년간 사이에 19만에서 1천 2백으로 늘었다. 약 90%의 이 회사들은 작고, 개인 소유의 상사들이었다.

### 정치

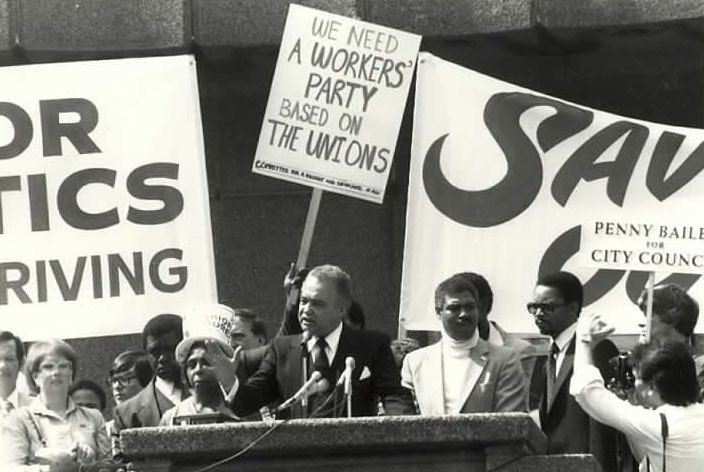
디트로이트의 첫 흑인 시장 콜먼 영. 그는 1973년에 선출되어 4번이나 재선되었다.

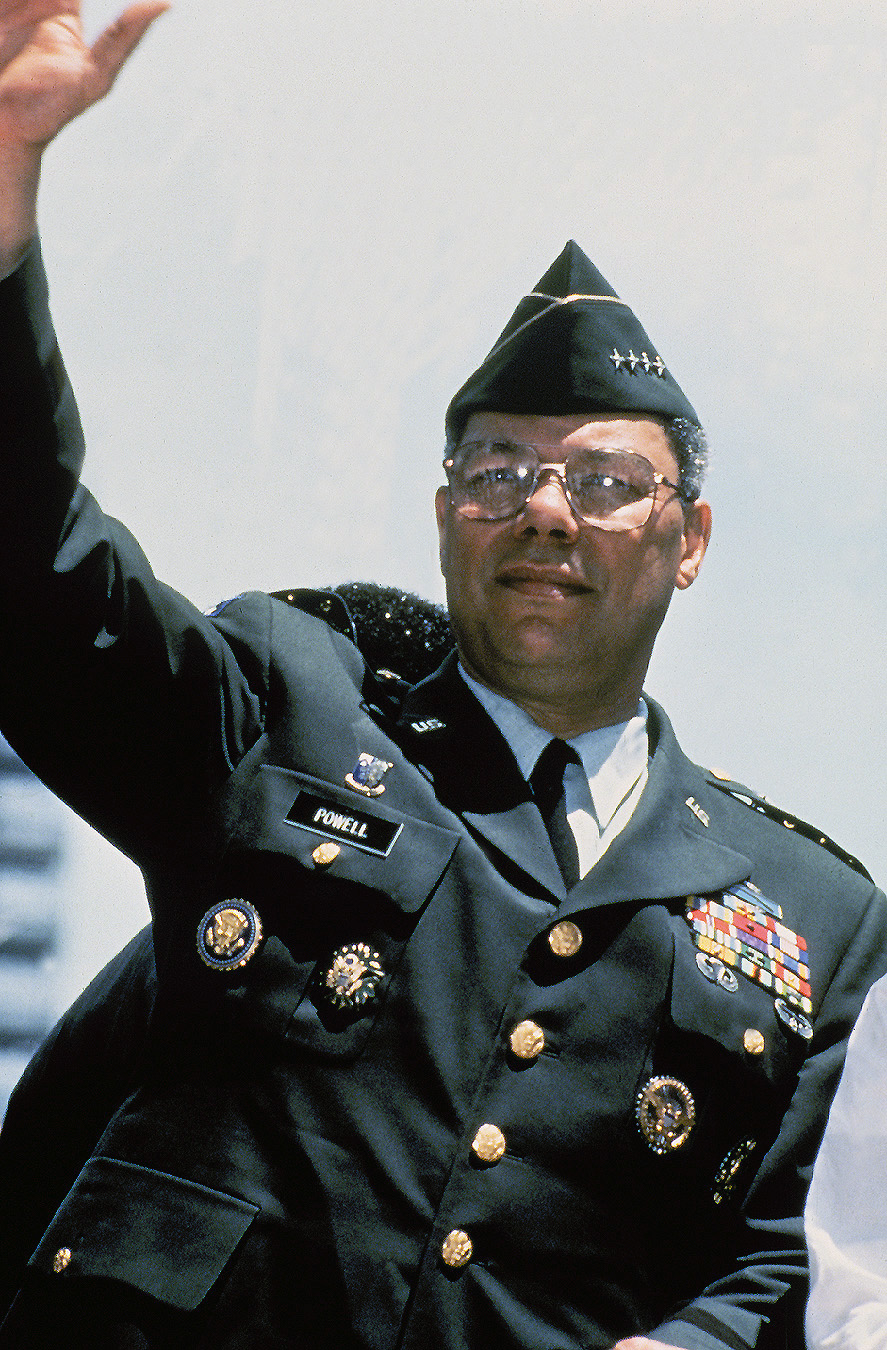
흑인 최초의 협동참모 총장을 지낸 콜린 파월(1989). 2001년에 그는 흑인으로서 처음으로 국무 장관이 되었다.

아프리카계 미국인 지도자들은 흑인들의 문제를 해결하는 데 정치적 의미들을 활용하는 데 강조하였다. 그들은 더많은 아프리카계 미국인들이 공직을 위해 나가거나 투표를 할 수 있도록 역설하였다. 1965년의 투표권 법안이 많은 장소들에서 투표에 제한을 없애는 데 이끌었다. 결과로 아프리카계 미국인들은 공직들에 흑인들의 더 많은 수를 선출하는 데 도움을 주었다. 1973년 토머스 브래들리와 콜먼 영이 각각 로스앤젤레스와 디트로이트의 첫 흑인 시장으로 선출되었다. 같은 해에 애틀랜타에서는 메이나드 잭슨이 남부 도시에서 첫 흑인 시장으로 선출되었다.
지미 카터 대통령 임기 중에도 아프리카계 미국인들은 주목할 만한 영향을 거두었다. 앤드루 영은 아프리카계 미국인 최초의 유엔 대사가 되었으며, 카터 대통령은 주택도시개발부 장관에 패트리샤 로버츠 해리스를 임명하였다. 그녀는 아프리카계 미국인 여성 처음으로 내각에 근무하였다.
1983년 해럴드 워싱턴이 시카고의 첫 흑인 시장이 되었고, 1984년 인권 운동자이자 침례교 목사 제시 잭슨은 새로운 흑인 투표인들을 등록시키는 데 강한 운동을 벌였고 민주당 대통령 후보자로 나가는 데 도전하였다. 잭슨의 운동이 실패하였지만, 그는 많은 아프리카계 미국인들의 영웅이 되었다. 1988년에도 민주당 대통령 후보자로 다시 도전하였지만 마이클 듀카키스에게 패하였다.
1989년 데이비드 딘킨스가 뉴욕의 첫 흑인 시장이 되었고, 같은 해에는 더글러스 와일더가 흑인 최초로 버지니아 주지사에 선출되었다. 또한 그해 콜린 파월 장군이 흑인으로서 처음으로 협동 참모의 의장이 되었다. 1992년에는 캐롤 모즐리 브라운이 흑인 여성 처음으로 미국 상원에 선출되었다.

### 스포츠
많은 아프리카계 미국인들은 스포츠에서도 명성을 얻었다. 대표적인 운동 선수로는 미식축구의 월터 페이턴과 제리 라이스와, 농구 선수 카림 압둘-자바, 매직 존슨, 마이클 조던, 그리고 야구 선수 배리 본즈와 리키 헨더슨 등이 있다. 프랭크 로빈슨은 1974년 클리블랜드 인디언스의 감독으로 임명될 때 메이저 리그 베이스볼 역사상 첫 흑인 감독이 되었다. 1989년에는 빌 화이트가 야구 내셔널 리그의 회장으로 임명되어 흑인 최초의 주요 미국 스포츠 우두머리가 되었다.
1995년 애틀랜타 호크스의 총감독 레니 윌켄스는 정규 시즌의 감독 승리 939개의 기록을 세웠다. 1997년에는 타이거 우즈가 아프리카계 미국인 골프 선수 처음으로 마스터스 토너먼트를 우승하였다. 10년 후에는 시카고 베어스의 러비 스미스와 인디애나폴리스 콜츠의 토니 던지는 NFL 수퍼볼의 미식축구 팀들의 첫 흑인 감독들이 되었다.

## 최근의 경향
1991년 로스앤젤레스에서 로드니 킹이 4명의 백인 경찰관들에 의하여 구타당한 후, 4명의 경찰관들에게 무죄가 선고되자 로스앤젤레스의 흑인들은 대규모의 폭동을 일으켰다.

### 2000년대의 흑인 정치

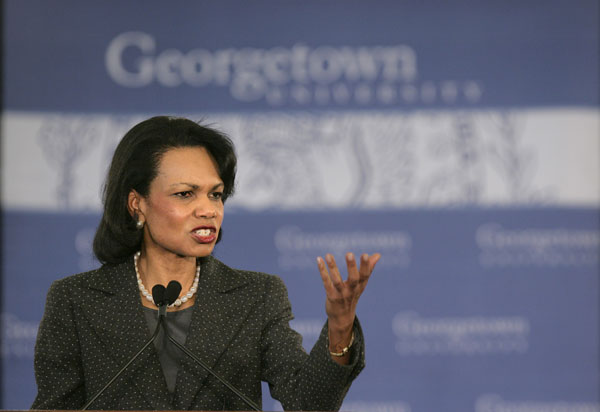
아프리카계 미국인 여성 최초의 국무 장관 콘돌리자 라이스.

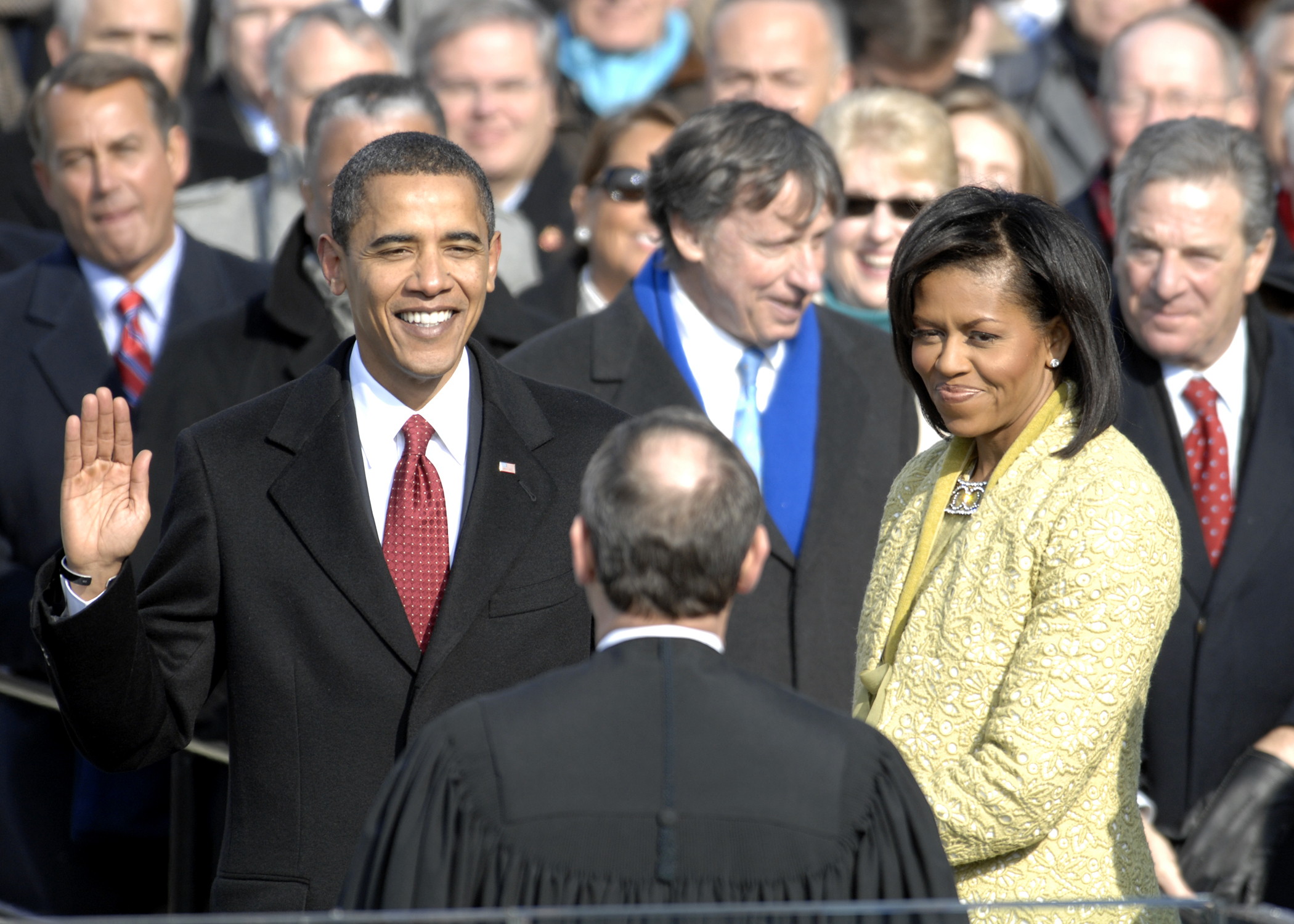
아프리카계 미국인 최초의 대통령 버락 오바마 (2009년 취임식에서)

2001년 콜린 파월이 아프리카계 미국인 최초로 국무 장관이 되었다. 2005년에는 콘돌리자 라이스가 아프리카계 미국인 여성 최초의 국무 장관이 되었으며, 그들은 둘 다 조지 W. 부시 행정부 아래에 근무하였다.
2009년 버락 오바마가 아프리카계 미국인 최초의 대통령이 되었다. 민주당 소속의 오바마는 일리노이 주의 상원을 지낸 바 있다. 그해에 또한 에릭 홀더가 아프리카계 미국인 최초로 법무 장관이 되었다.
111회 의회에서 미국 하원 중에 41명의 흑인 의원들이 있었는 데 그 중에 2명은 투표하지 않은 의원들이었다. 일리노이 주의 상원 롤런드 버리스는 상원에서 단 한명의 아프리카계 미국인이다.

## 같이 보기
- 블랙 벨트
- 미국의 인종차별
- 미국의 노예 제도
- 미국의 문화
- 미국 남부의 문화
- 화이트 내셔널리즘
- 백인 우월주의
- 미국의 흑인 민권 운동